# Chotyně
Chotyně är en ort i Tjeckien. Den ligger i den norra delen av landet, 90 km norr om huvudstaden Prag. Chotyně ligger 260 meter över havet och antalet invånare är 853.
Terrängen runt Chotyně är kuperad åt sydost, men åt nordväst är den platt.Runt Chotyně är det ganska glesbefolkat, med 32 invånare per kvadratkilometer. Närmaste större samhälle är Liberec, 15,2 km sydost om Chotyně. I omgivningarna runt Chotyně växer i huvudsak blandskog.